# Нина Анђелић
Нина Анђелић (Београд, 5. октобар 1964), дипломирани машински инжењер, редовни је професор Машинског факултета Универзитета у Београду.

## Биографија
Нина Анђелић дипломирала је 1988. године на Машинском факултету. Године 1993. је магистрирала, а 2003. докторирала на истом факултету. Одбранила је докторску дисертацију са насловом Оптимизација сложено напрегнутих танкозидих елемената отворених профила .
Бави се отпорношћу конструкција, теоријом еластичности, мерење напона и деформација, применом методе коначних елемената, стабилношћу конструкција.

## Чланства у научним и стручним организацијама
- Српско друштво за механику[3]
- Друштво за интегритет и век конструкција

### Радови у часописима са SCI листе (Science Citation Index)
- Djurdjević Đorđe, Maneski Taško, Milošević-Mitić Vesna, Anđelić Nina, Ignjatović Dragan (2018). Failure investigation and reparation of a crack on the boom of the bucket wheel excavator ERS 1250 Gacko, Engineering Failure Analysis, 92, 301-316.
- Nagiar Hasan M., Maneski Taško, Milošević-Mitić Vesna, Gaćeša Branka, Anđelić Nina (2014). Modeling of the buckstay system of membrane walls in watertube boiler construction, Thermal Science, 18, S59-S72.
- Milošević-Mitić Vesna, Maneski Taško, Anđelić Nina, Milović Ljubica, Petrović Ana, Gaćeša Branka (2014). Dynamic temperature field in the ferromagnetic plate induced by moving high frequency inductor, Thermal Science, 18, S49-S58.
- Durdević Đorđe, Anđelić Nina, Maneski Taško, Milošević-Mitić Vesna, Đurđević Andrijana, Konjatić Pejo . Numerical-Experimental Determination of Stress and Deformation State in Connecting Lugs with the Effect of Contact Area Size, Tehnički vjesnik. 26  (2):  380–384.
- Anđelić Nina, Milošević-Mitić Vesna. „Optimum design of thin-walled i-beam subjected to stress constraint”. Journal of Theoretical and Applied Mechanics. 50 (4): 987—999. 2012..
- Anđelić Nina . Nonlinear Approach to Thin-Walled Beams with a Symmetrical Open Section, Strojniski Vestnik-Journal of Mechanical Engineering. 57  (1):  69–77.
- Milošević-Mitić Vesna, Kozak Dražan, Maneski Taško, Anđelić Nina, Gaćeša Branka, Stojkov Marinko. „Dynamic Nonlinear Temperature Field in a Ferromagnetic Plate Induced by High Frequency Electromagnetic Waves”. Strojarstvo. 52 (2): 115—124. 2010..
- Anđelić Nina, Milošević-Mitić Vesna, Maneski Taško . An Approach to the Optimization of a Thin-walled Z-beam, Strojniski Vestnik/Journal of Mechanical Engineering. 55  (12):  742–748.

### Радови у часописима ван SCI листе
- Đurđević Đorđe, Anđelić Nina, Đurđević Andrijana, Petrović Ana, Milošević-Mitić Vesna, Ivljanin Bojan . Thin-walled omega profile exposed to constrained torsion-analytical and numerical stress and strain calculation, Structural integrity and life/Integritet i vek konstrukcija. 23  (2):  225–229.
- Durdević Đorđe, Sedmak Simon, Đurđević Andrijana, Anđelić Nina, Maneski Taško . Development and calculation of supporting structure for mining power equipment, Structural Integrity and Life-Integritet I Vek Konstrukcija. 21  (2):  173–177.
- Durdević Đorđe, Đurđević Andrijana, Anđelić Nina, Petrović Ana . Numerical-experimental determination of stress and deformation state in connection lugs, Structural Integrity and Life-Integritet I Vek Konstrukcija. 21  (2):  169–172.
- Durdević Đorđe, Anđelić Nina, Milošević-Mitić Vesna, Maneski Taško, Rakin Marko, Đurđević Andrijana. „Influence of encastering on thin-walled cantilever beams with u and z profiles on the magnitude of equivalent stress and deformation”. Structural Integrity and Life. 19 (3): 251—254. 2019..
- Gašić Vlada, Ćoćić Aleksandar, Anđelić Nina (2018). „Uticaj horizontalnih inercijalnih sila kod konzolnih nosača sa promenljivim poprečnim presekom”. FME Transactions. 46 (3): 342—346. doi:10.5937/fmet1803342G..
- Durdević Đorđe, Anđelić Nina, Maneski Taško, Đurđević Andrijana . Numerical analysis of stress and strain state of structural elements of container terminal, Structural Integrity and Life-Integritet I Vek Konstrukcija. 17  (3):  235–238.
- Anđelić Nina, Milošević-Mitić Vesna, Petrović Ana (2014). „Naponska ograničenja primenjena na optimizaciju tankozidih Z - profila”. FME Transactions. 42 (3): 237—242..
- Milović Ljubica, Milošević-Mitić Vesna, Radaković Zoran, Anđelić Nina, Petrovski Blagoj. „Procena nosivosti posude pod pritiskom u prisustvu prsline”. Integritet I Vek Konstrukcija. 13 (1): 9—16. 2013..
- Milošević-Mitić Vesna, Gaćeša Branka, Anđelić Nina, Maneski Taško (2012). „Numerički proračun vodenog cevnog kotla primenom konačnih elemenata ortotropne ploče”. Structural Integrity and Life. 12 (3): 185—190..
- Anđelić Nina (2012). „Tankozidi otvoreni poprečni preseci izloženi ograničenoj torziji”. FME Transactions. 40 (2): 93—98..[5]

### Монографије
- Anđelić Nina (2005). Оптимизација танкозидих конструкционих елемената, Задужбина Андрејевић, 194.